# 萧慧敏
萧慧敏（英语：Hui Mei，1982年7月31日—），马来西亚Astro电视台主持人兼当家一姐。

## 簡歷
萧慧敏求学时期已是辩论高手，曾担任澳洲墨尔本大学辩论队队长，代表学校到北京参加「2003年国际大专辩论赛」，有“女版胡渐彪”之称。2003年回马來西亞后，她报名参加Astro主持人招募活动，凭着出色的三语（中、英、巫语）口才与学识，顺利加入Astro成为新闻主播和电视主持人。
萧慧敏个性鲜明的主持风格和特质，被公认为马来西亚Astro电视台主持一姐。多年来的电视主持作品包括：儿童节目《小贝贝周记》；时事谈话节目《就事论事》、《新闻多看点》；人物专访节目《零距离》、旅游游戏节目《远走高飞》；歌唱选秀节目《Astro新秀大赛》；旅游节目《换乐瑞士360》、《换乐西游360》、《换乐北欧360》等。
除了幕前主持工作，多年也累积了许多幕后才能，包括拍摄、导播、制作人、撰稿、编辑、配音等，属身兼多职，多才多艺的女艺人。

## 主持

### 节目主持
| 年份                  | 节目名称                    | 节目类型         | 播出频道    | 备注                                                                             |
| --------------------- | --------------------------- | ---------------- | ----------- | -------------------------------------------------------------------------------- |
| 2003年～2005年        | 小贝贝周记                  | 儿童节目         | Astro AEC   |                                                                                  |
| 2004年～2008年        | 华丽通讯站                  | 娱乐资讯节目     | Astro华丽台 | 2004年～2008年                                                                   |
| 2005年～2009年1月     | 就事论事                    | 时事谈话节目     | Astro AEC   |                                                                                  |
| 2006年12月～2007年1月 | Bonanza ASTRO               | 游戏节目         | Astro RIA   |                                                                                  |
| 2008年～2009年        | 远走高飞                    | 旅游游戏节目     | Astro华丽台 |                                                                                  |
| 2010年～2016年        | Astro新秀大赛               | 歌唱选秀节目     | Astro华丽台 |                                                                                  |
| 2012年                | 新闻多看点                  | 时事谈话节目     | Astro AEC   |                                                                                  |
| 2013年                | 换乐瑞士360                 | 旅游节目         | Astro华丽台 | 带著13份马来西亚各种族的特色食谱，与旅途中的瑞士有缘人交换食谱                   |
| 2014年 2018年         | 零距离                      | 访谈节目         | Astro AEC   | 节目嘉宾包括陈文茜、九把刀、张家辉、Nick Vujicic等                               |
| 2014年                | 远走高飞                    | 旅游游戏节目     | Astro AEC   | 与马来西亚美姐温慧茵搭档主持                                                     |
| 2014年                | 换乐西游360                 | 旅游节目         | Astro华丽台 | 带著马来西亚13个州属的道地美食，与旅途中的西班牙有缘人交换食谱                   |
| 2015年～2018年        | 健康123                     | 健康资讯节目     | Astro AEC   | 与亚洲营养专家王明勇搭档主持                                                     |
| 2015年12月～          | 八点最热报                  | 新闻资讯节目     | Astro AEC   | 以本地华社视野出发，与观众一起关注华社的教育、治安、健康、财经等各个领域的大小事 |
| 2016年                | 换乐法国360                 | 旅游节目         | Astro华丽台 | 用10道马来西亚甜品，交换专属法国那醉人甜蜜的滋味                                 |
| 2017年                | 换乐北欧360                 | 旅游节目         | Astro华丽台 | 首次身兼导演重任，远赴丹麦、挪威、瑞典与芬兰，探访13位移居北欧的马来西亚人       |
| 2017年                | 新马版《The Voice决战好声》 | 音乐真人选秀节目 | Astro AEC   | 与新加坡DJ黄文鸿搭档主持                                                         |

### 大型活动/颁奖典礼主持
| 主持时间       | 节目名称                   | 附注                                     |
| 2005年～2008年 | Astro华丽台电视剧大奖      | 星光大道主持人                           |
| 2007年2月24日  | 《超乐50大派对》露天演唱会 | 与菲比、林忠彪及文康搭档主持             |
| 2010年11月27日 | 《2010娱协奖》颁奖典礼     | 与翁书蔚、卓卉勤、杨理强、May子搭档主持  |
| 2012年12月2日  | MY AOD我的最爱颁奖典礼     | 与林震前搭档主持                         |
| 2014年11月16日 | Astro国际华裔小姐竞选2014  | 与颜江翰、温慧茵搭档主持                 |
| 2015年5月23日  | 《2015娱协奖》颁奖典礼     | 与叶剑锋搭档主持，后因肠胃炎入院被迫退出 |

### 其他
- 2006年到2009年，担任Astro新闻资讯直播节目《新闻报报看》编辑和导演
- 台湾总统选举2012特派记者
- 马来西亚电台MY FM Part Time DJ

## 作品

### 电影
| 年份          | 片名          | 角色             | 附注                                                         |
| 2010年1月14日 | 大日子woohoo! | Mindy连心        | 马来西亚首部100%本地製作贺岁片                               |
| 2012年        | 新村1949      | 游击队队员“阿虎” | 马来西亚首部中文史实电影，因内容掀争议搁置上映至今           |
| 2013年2月7日  | 皇宫灿烂      | 乞丐             | 2013年马来西亚贺岁片                                         |
| 2014年1月30日 | 一路有你      |                  | 票房屡破纪录，以1728万零吉荣登2014年马来西亚本地电影票房冠军 |
| 2018年2月15日 | 大大哒        | 巴刹小贩         | 2018年马来西亚贺岁电影                                       |

### 广告代言
- 2011年担任南洋报业基金“16导航”正语大使
- 爱美雅（Adonis）第一国际美容学院宣传大使
- FUTURE Sofa代言人
- 余仁生Biotta有机综合维他命果汁代言人

## 荣誉
- 2003年，代表澳洲墨尔本大学辩论队，到中国北京参加中央电视台（CCTV）和新加坡电视台新传媒（Mediacorp）主办的《2003年国际大专辩论赛辩手》
- 2004年，中马区大专辩论赛冠军
- 榮獲大马保诚保险（Prudential Assurance Malaysia）颁发的 “The Most Outstanding Malaysian Lady”
- 2025年， 《八度空间 CUCKOO 最霸娱乐盛典》 最霸电视节目主持奖 和 三十大最霸艺人奖